# 3ČSAD
3ČSAD byl společný název pro obchodní seskupení dopravních společností ČSAD Havířov a.s., ČSAD Karviná a.s. a ČSAD Frýdek-Místek a.s. Od srpna 2019 byla tato skupina vlastněna a ovládána společností Transdev Morava, která je přes společnost Transdev Česká republika ovládána nadnárodní, původně francouzskou skupinou Transdev, která v minulosti působila pod značkami Connex Transport a Veolia Transport. 
Značka 3ČSAD zanikla k 1. září 2023, kdy ČSAD Karviná a ČSAD Frýdek-Místek zanikly sloučením do ČSAD Havířov a tato společnost se současně přejmenovala na Transdev Slezsko a.s.

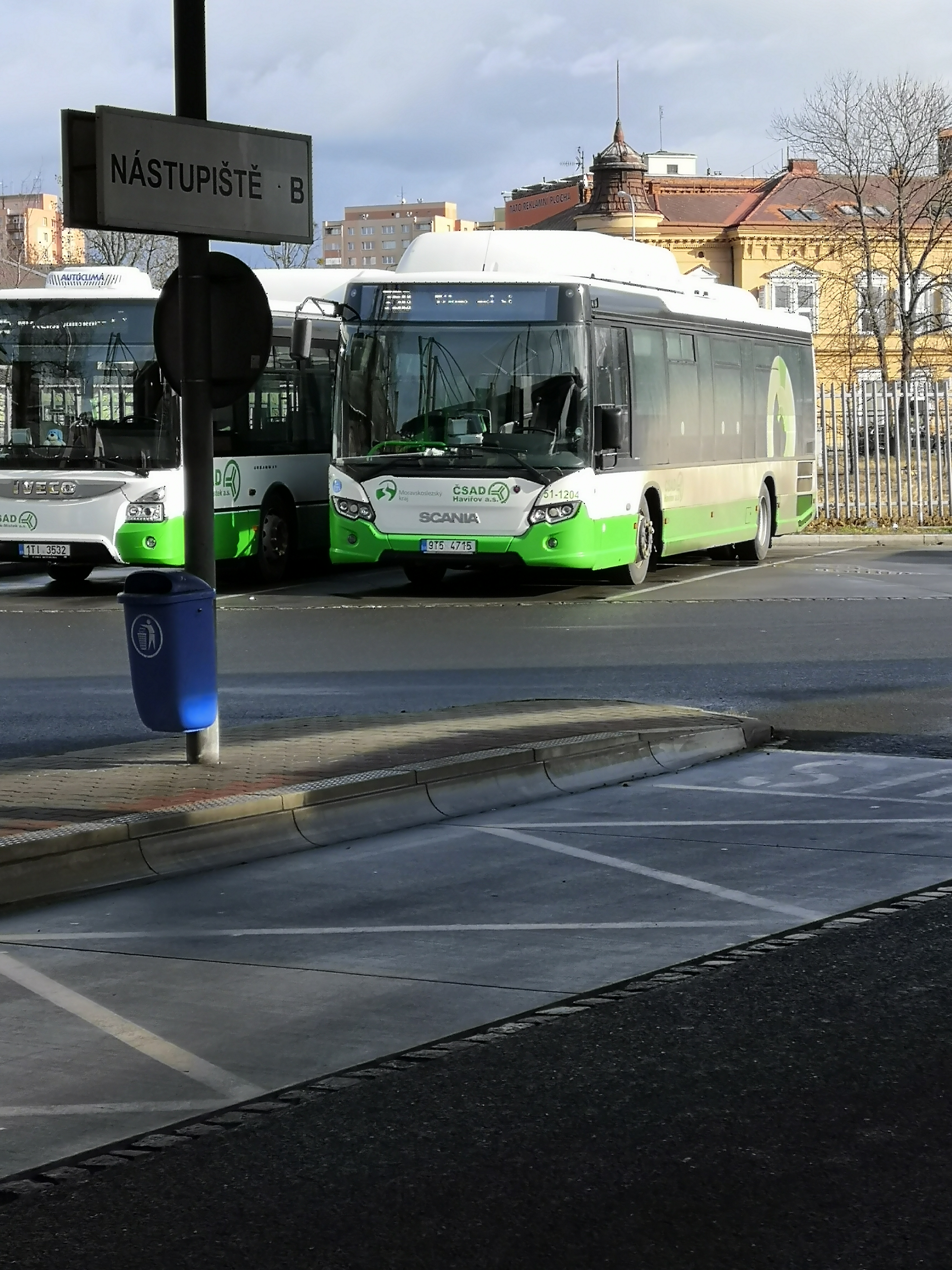
Autobus Scania Citywide LE 12M CNG firmy ČSAD Havířov na lince 750

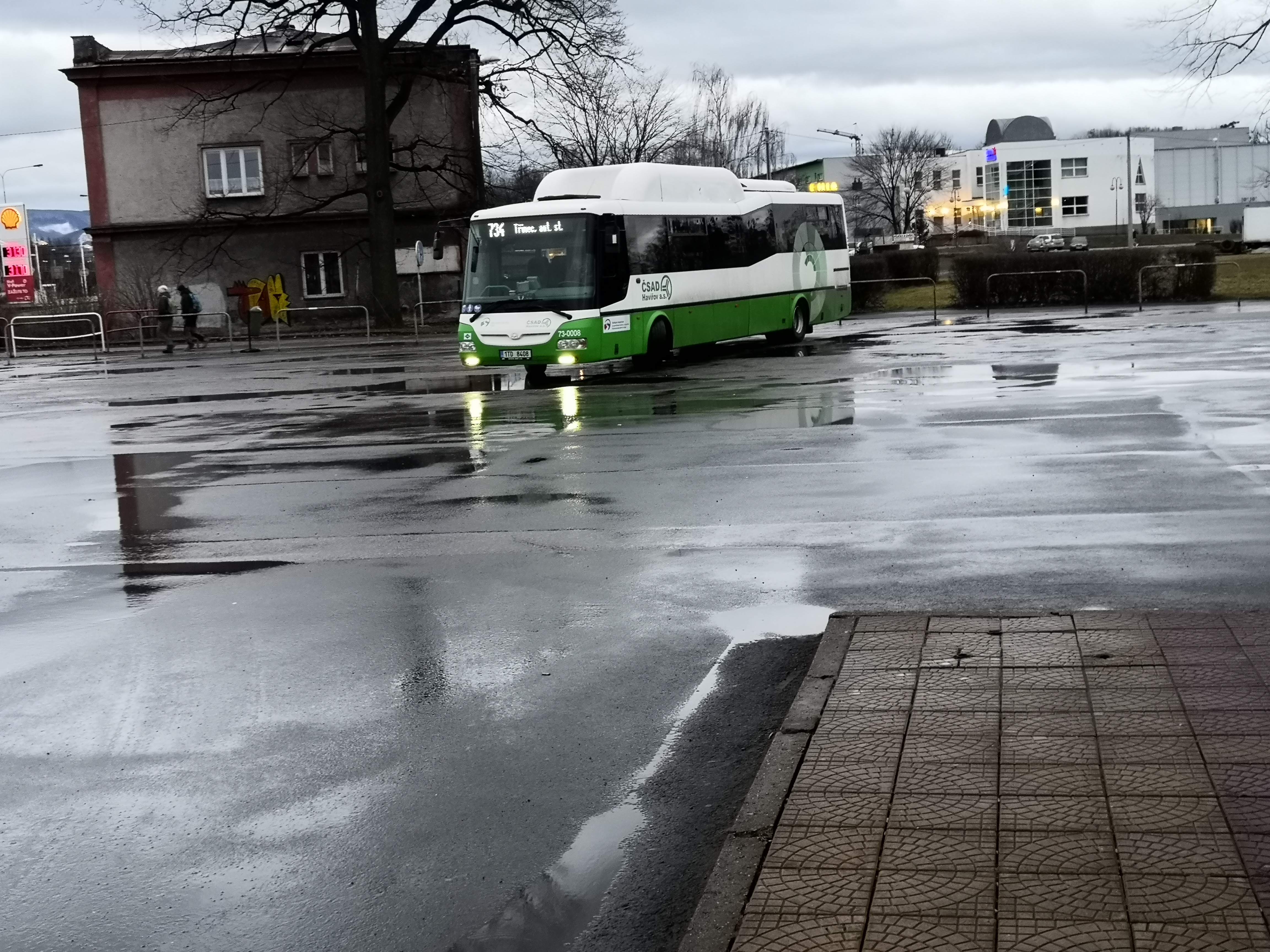
Autobus SOR 12 CNG dopravce ČSAD Havířov na lince 734

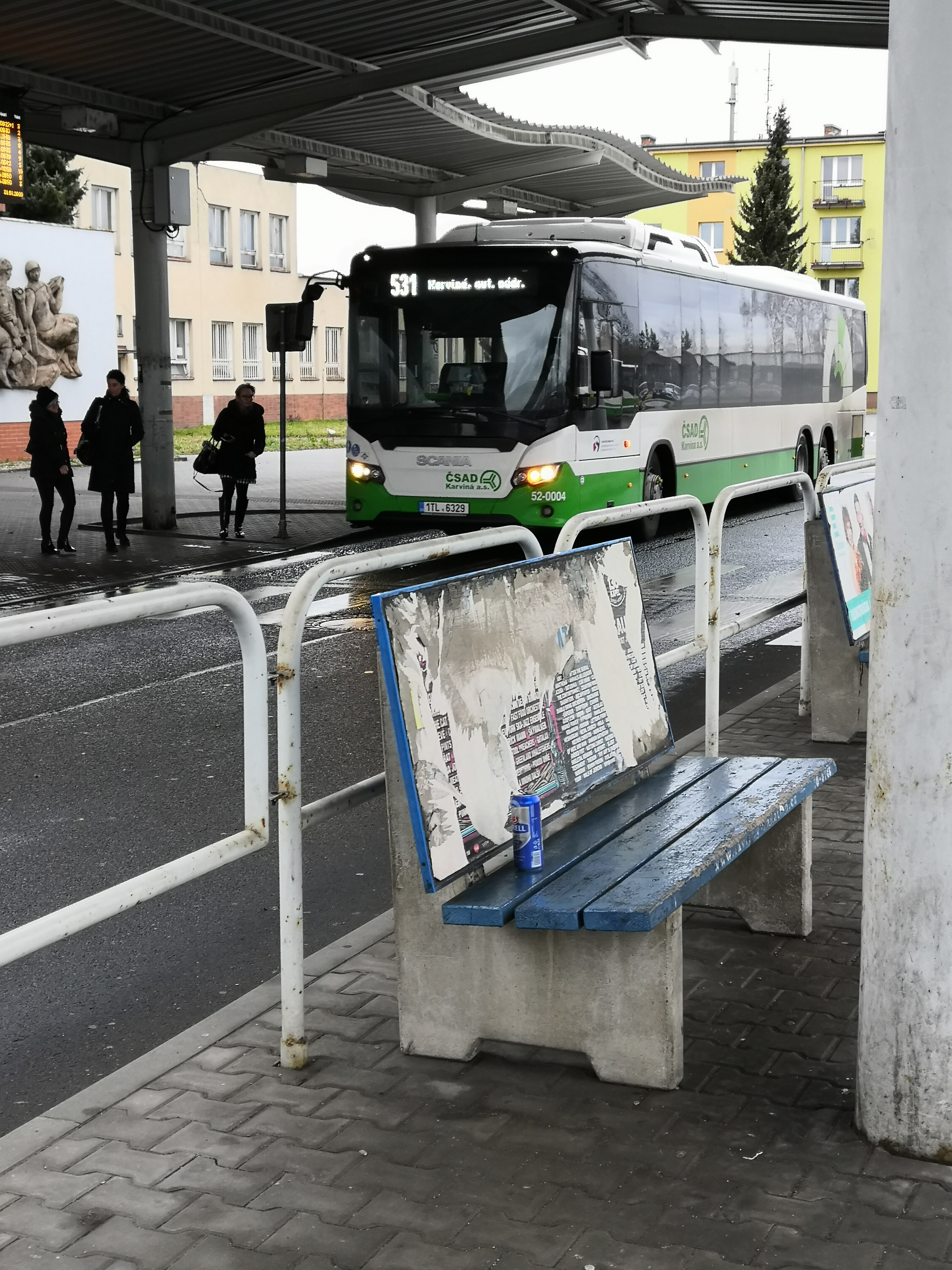
Autobus Scania Citywide Suburban LE 15M CNG dopravce ČSAD Karviná na lince 531

## Historie
Společnost ČSAD Havířov vznikla v roce 1992 privatizací státního podniku, který byl následníkem dopravního závodu 704 Havířov krajského státního (do roku 1988 národního) podniku ČSAD Ostrava. V roce 1997 byla ČSAD Havířov a.s. společně s ČSAD Karviná a.s. a ČSAD Frýdek Místek a.s. začleněna do skupiny obchodních, dopravních a výrobních firem sdružených kolem společnosti CIDEM Hranice, a.s. Od roku 2006 byl při zachování začlenění do této skupiny ČSAD Havířov a.s. jediným akcionářem firmy ČSAD Karviná a.s. ČSAD Karviná a.s. byla zároveň od roku 2006 jediným akcionářem firmy ČSAD Frýdek-Místek a.s. a od roku 2007 i jediným akcionářem dopravce REGIOBUS , s.r.o.. Vlastník či vlastníci společnosti ČSAD Havířov a.s. nebyli z obchodního rejstříku zřejmí. 
3ČSAD bylo v srpnu 2019 odkoupeno nadnárodní skupinou Transdev, pravděpodobně prostřednictvím společnosti Transdev Morava. Valnou hromadou bylo zvoleno nové vedení společnosti. Do funkce předsedy představenstva ve všech třech společnostech byl zvolen Ing. Radim Novák, jenž byl také jednatelem společnosti Transdev Morava. 
Skupina 3ČSAD působila především v Moravskoslezském kraji a se svými 1100 zaměstnanci, 410 autobusy a 75 kamiony byla předním provozovatelem veřejné dopravy.

## Městská autobusová doprava
Všechny provozy (vyjma Hranic) byly součástí systému ODIS.
Provoz v Hranicích byl součástí systému IDSOK.
Provozovalo městskou dopravu v následujících městech:
- Havířov (ČSAD Havířov) – Linky 401–421 (876401–876421) obsluhují město Havířov, Petřvald (linka 403), Šenov (linka 418 a o víkendu také 411) a obce Albrechtice (linka 402), Těrlicko (linky 417 a 420), Horní Bludovice (linka 411, okrajově také linka 420), Horní Suchá (do roku 1990 součástí Havířova, linka 413) a okrajově Stonavu (linka 402). Na linky 404 a 416 byly nasazovány kromě standardních autobusů také dva 15 metrové autobusy a tři kloubové autobusy a na linky 418, 419 a 420 (a okrajově také 406, 410 či 411) byly nasazovány minibusy. Provoz v Havířově byl už od 90. let 20. století postupně převáděn na provoz na CNG, v roce 2017 byl vyřazen poslední naftový autobus. 3 autobusy SOR NS jezdily na elektřinu. Děti a mládež do 18 let a senioři od 65 let měli jízdné zdarma.

- Karviná (ČSAD Karviná) – linky 511–520 (877511–876520). Část vozového parku byla na CNG a jeden autobus SOR NS jezdil na elektřinu. Děti do 15 let a senioři od 65 let měli jízdné zdarma.

- Orlová (ČSAD Karviná) – linky 501–505 (878501–878505) obsluhovaly město Orlová a obce Dětmarovice a Dolní Lutyně. Část vozového parku byla na CNG. Děti do 15 let a senioři od 65 let měli jízdné zdarma.
- Frýdek-Místek (ČSAD Frýdek-Místek) – linky 301–319 (865301–865319) obsluhovaly město Frýdek Místek, Brušperk (linka 312) a Paskov (linka 308) a také velký počet okolních obcí (Baška, Dobrá, Fryčovice, Hukvaldy, Janovice, Kozlovice, Krásná, Metylovice, Nošovice, Palkovice, Pržno, Raškovice, Řepiště, Staré Město, Staříč, Sviadnov a Žabeň. Linka 308 dokonce zajížděla na jednu zastávku do ostravské Nové Bělé. Část vozového parku byla na CNG a 2 autobusy SOR NS jezdily na elektřinu. Obyvatelé, kteří si nahráli roční kupón za symbolickou 1 Kč, měli bezplatnou přepravu.
- Třinec (Transdev Slezsko) – linky 701–716 (866701–866716). Podílí se na provozování MHD formou subdodávky pro společnost Arriva autobusy a.s. Na linkách jezdí 7x SOR NS diesel.
- Hranice (ČSAD Frýdek-Místek) – linky 1–8, 12, 13 (926001–926013) Na linky bylo vypravováno 6 midibusů SOR EBN na elektrický pohon. Obyvatelé měli jízdné zdarma. Linky 6 a 7 také obsluhovala Arriva Morava.

## Autobusová doprava na základě autobusových tendrů Moravskoslezského kraje
Moravskoslezský kraj od roku 2015 vyhlašoval autobusové tendry na zajištění autobusové dopravy. Kraj byl rozdělen na 14 různě velkých oblastí. V rámci smluv s krajem měli dopravci povinnost vypravovat na linky bezbariérové, plně klimatizované autobusy s Wi-Fi připojením, USB zástrčkamia LED vnitřními panely. Všechny linky byly integrované v systému ODIS. Skupina vyhrála a zároveň obhájila několik oblastí a do všech nakoupila nové autobusy.

### Českotěšínsko
- ČSAD Havířov (ČSAD Karviná - spoje z/do Karviné)
- Provoz zahájen v prosinci 2015
- Licenční číslo 871
- Oblast zajišťovala provozovna Český Těšín, Karviná a výjimečně i Havířov, ev. čísla 73-xxxx
- nahradil dopravce Arriva Morava a ČSAD Karviná

### Karvinsko
- ČSAD Karviná
- Provoz zahájen v červnu 2018
- Licenční číslo 873
- Oblast zajišťovala provozovna Karviná a výjimečně Orlová, ev. čísla 52-xxxx
- Dopravce zde již provozoval dopravu a zároveň přebral linky dopravce Jan Kýpus BUS z Karviné do Horní Suché a Albrechtic
- Od ledna 2021 přibyly do oblasti taktéž linky 537, 538 a 540

### Orlovsko
- ČSAD Karviná (ČSAD Havířov - spoje z/do Havířova)
- Provoz zahájen v červnu 2018
- Licenční číslo 874
- Oblast zajišťovala provozovna Orlová a Havířov, výjimečně Karviná, ev. čísla 51-xxxx
- Dopravce zde již provozoval dopravu a přebral linky dopravce ČSAD Havířov do 451–453, 456, 460

### Frýdlantsko
- ČSAD Frýdek-Místek
- Provoz zahájen v prosinci 2018
- Licenční číslo 864
- Oblast zajišťovala provozovna Frýdek-Místek, ev. čísla 32-xxxx
- Dopravce zde již provozoval dopravu

### Frýdecko-Místecko
- ČSAD Frýdek-Místek
- Provoz zahájen v červnu 2019
- Licenční číslo 863
- Oblast zajišťovala provozovna Frýdek-Místek, ev. čísla 33-xxxx
- Dopravce zde již provozoval dopravu a zároveň získal mezikrajskou linku 980 vzniklou spojením linek dopravců Arriva Morava (380,381) a ČSAD Vsetín (940096,940097)

### Hlučínsko
- ČSAD Havířov
- Provoz zahájen v červnu 2020
- Dopravce dokoupil vozy a dále využíval vozový park své mateřské společnosti Transdev Morava
- Licenční číslo 904
- Oblast zajišťovala provozovna Ostrava dopravce Transdev Morava, ev. čísla 24-xxxx
- dopravu zde zajišťovala do 1. září 2019 Arriva Morava a ČSAD Karviná (linku 555 provozoval až do 6/2020), ta byla na přechodné období do 6/2020 vystřídaná dopravcem Transdev Morava a ČSAD Havířov zde začal jezdit od června 2020

### HavířovskoI a II
- ČSAD Havířov
- Provoz zahájen od ledna 2021
- Licenční čísla 912 a 913
- linky 533 a 583 měl pouze na 8 let, poté měly být soutěženy v oblasti Karvinsko
- Vybrané spoje linek 440, 441, 442 a 583 byly soutěženy na 2, případně až 4 roky, poté by na těchto linkách měly jezdit vodíkové autobusy.

## Linky na vlastní komerční riziko
Skupina provozovala na vlastní komerční riziko linky (neplatil na nich tarif ODIS):
000326 Karviná - Jastrzębie-Zdrój
870107 Orlová - Karviná - Český Těšín - Třinec - Jablunkov - Horní Lomná
870108 Karviná - Orlová - Havířov - Raškovice - Ostravice
870428 Havířov - Rožnov pod Radhoštěm - Vsetín - Luhačovice